# Petit Bonhomme (chanson)
Pour les articles homonymes, voir Petit Bonhomme.
Chansons représentant le Luxembourg au Concours Eurovision de la chanson
Nous les amoureux
(1961) À force de prier
(1963)
Petit Bonhomme est une chanson écrite par Maurice Vidalin, composée par Jacques Datin et interprétée par le chanteur luxembourgeois Camillo Felgen sortie en 45 tours en 1962.
C'est la chanson ayant été sélectionnée pour représenter le Luxembourg au Concours Eurovision de la chanson 1962 le 18 mars à Luxembourg.
Elle a également été enregistrée par Camillo Felgen en allemand sous le titre Du kleiner Mann (« Toi petit homme »).

## À l'Eurovision
C'est la seconde fois que le chanteur Camillo Felgen participe à l'Eurovision, ayant déjà représenté le Luxembourg en 1960 avec la chanson So laang we's du do bast qui terminait dernière sur 13 chansons cette année-là.
La chanson est intégralement interprétée en français, langue officielle du Luxembourg, comme le veut la coutume avant 1966. L'orchestre est dirigé par Jean Roderès.
Petit Bonhomme est la quatorzième chanson interprétée lors de la soirée du concours, suivant Ring-A-Ding Girl de Ronnie Carroll pour le Royaume-Uni et précédant Addio, addio de Claudio Villa pour l'Italie.
À l'issue du vote, elle obtient 11 points et se classe 3e sur 16 chansons,.

## Liste des titres
| A1. | Petit Bonhomme                                    | Jacques Datin, Maurice Vidalin | 2:30 |
| A2. | Ballade pour une trompette (Ballata della tromba) | Franco Pisano, Georges Pirault | 3:10 |
| B1. | Le Tango de minuit (Tanze mit mir in den Morgen)  | Karl Götz, Serge Castel        | 5:00 |
| B2. | Demain (Reach for the Stars)                      | Pierre Cour, Udo Jürgens       | 2:20 |

## Historique de sortie
| Pays    | Date | Format                   | Label      |
| ------- | ---- | ------------------------ | ---------- |
| France, | 1962 | 45 tours, super 45 tours | Telefunken |